# كوفمان
كوفمان (بالإنجليزية: Kaufman, Texas)‏ هي مدينة تقع بولاية تكساس في شمال شرق الولايات المتحدة. تبلغ مساحة هذه المدينة 17.7 (كم²)، وترتفع عن سطح البحر 140 م، بلغ عدد سكانها 6490 نسمة في عام 2000 حسب إحصاء مكتب تعداد الولايات المتحدة وتصل الكثافة السكانية فيها 377.6 نسمة/كم2.

## التركيبة السكانية
حدّد مكتب تعداد الولايات المتحدة بيانات التركيبة السكانية لكوفمان في تعداد الولايات المتحدة. في ما يلي، التركيبة السكانية حسب تعدادي 2000 و2010.

### تعداد عام 2000
بلغ عدد سكان كوفمان 6,490 نسمة بحسب تعداد عام 2000، وبلغ عدد الأسر 2,179 أسرة وعدد العائلات 1,579 عائلة مقيمة في المدينة. في حين سجلت الكثافة السكانية 271.8 نسمة لكل كيلومتر مربع (704.0/ميل2). وبلغ عدد الوحدات السكنية 2,310 وحدة بمتوسط كثافة قدره 96.7 لكل كيلومتر مربع (250.5/ميل2).
وتوزع التركيب العرقي للمدينة بنسبة 67.83% من البيض و12.87% من الأمريكيين الأفارقة و0.66% من الأمريكيين الأصليين و0.42% من الأمريكيين ذوي الأصول الآسيوية و15.92% من الأعراق الأخرى و2.31% من عرقين مختلطين أو أكثر و29.74% من الهسبانيون أو اللاتينيون من أي عرق.
بلغ عدد الأسر 2,179 أسرة كانت نسبة 46% منها لديها أطفال تحت سن الثامنة عشر تعيش معهم، وبلغت نسبة الأزواج القاطنين مع بعضهم البعض 51.1% من أصل المجموع الكلي للأسر، ونسبة 15.9% من الأسر كان لديها معيلات من الإناث دون وجود شريك،  بينما كانت نسبة 5.4% من الأسر لديها معيلون من الذكور دون وجود شريكة وكانت نسبة 27.5% من غير العائلات. تألفت نسبة 24.1% من أصل جميع الأسر من عدة أفراد يعيشون في نفس المنزل ونسبة 13.1% كانت تتألف من شخص يعيش بمفرده يبلغ من العمر 65 عاماً أو أكثر. وبلغ متوسط حجم الأسرة المعيشية 2.86، أما متوسط حجم العائلات فبلغ 3.39.
بلغ العمر الوسطي للسكان 30.3 عاماً. وكانت نسبة 30.2% من القاطنين تحت سن الثامنة عشر، وكانت نسبة 10.4% بين الثامنة عشر والرابعة والعشرين عاماً، ونسبة 28.5% كانت واقعةً في الفئة العمرية ما بين الخامسة والعشرين والرابعة والأربعين عاماً، ونسبة 16.1% كانت ما بين الخامسة والأربعين والرابعة والستين، ونسبة 10.9% كانت ضمن فئة الخامسة والستين عاماً فما فوق. يوجد لكل 100 أنثى 91.6 ذكر، ويوجد لكل 100 أنثى في الثامنة عشر من عمرها فما فوق 90.0 ذكر.
بلغ متوسط دخل الأسرة في المدينة 32,250 دولارًا، أما متوسط دخل العائلة فبلغ 38,983 دولارًا. وكان متوسط دخل الذكور 29,637 دولارًا مقابل 23,695 دولارًا للإناث. وسجل دخل الفرد الخاص بالمدينة 15,024 دولارًا. وكانت نسبة 12.4% من العائلات ونسبة 15.7% من السكان تحت خط الفقر، وكان من هؤلاء نسبة 20.1% تحت سن الثامنة عشر ونسبة 14.1% في الخامسة والستين من العمر وما فوق.

### تعداد عام 2010
بلغ عدد سكان كوفمان 6,703 نسمة بحسب تعداد عام 2010، وبلغ عدد الأسر 2,300 أسرة وعدد العائلات 1,618 عائلة مقيمة في المدينة. في حين سجلت الكثافة السكانية 280.7 نسمة لكل كيلومتر مربع (727.0/ميل2). وبلغ عدد الوحدات السكنية 2,574 وحدة بمتوسط كثافة قدره 107.8 لكل كيلومتر مربع (279.2/ميل2).
وتوزع التركيب العرقي للمدينة بنسبة 71.42% من البيض و9.77% من الأمريكيين الأفارقة و0.87% من الأمريكيين الأصليين و0.87% من الأمريكيين ذوي الأصول الآسيوية و0.03% من سكان جزر المحيط الهادئ و13.56% من الأعراق الأخرى و3.49% من عرقين مختلطين أو أكثر و32.60% من الهسبانيون أو اللاتينيون من أي عرق.
بلغ عدد الأسر 2,300 أسرة كانت نسبة 43.8% منها لديها أطفال تحت سن الثامنة عشر تعيش معهم، وبلغت نسبة الأزواج القاطنين مع بعضهم البعض 45.8% من أصل المجموع الكلي للأسر، ونسبة 18% من الأسر كان لديها معيلات من الإناث دون وجود شريك،  بينما كانت نسبة 6.5% من الأسر لديها معيلون من الذكور دون وجود شريكة وكانت نسبة 29.7% من غير العائلات. تألفت نسبة 25% من أصل جميع الأسر من عدة أفراد يعيشون في نفس المنزل ونسبة 10.9% كانت تتألف من شخص يعيش بمفرده يبلغ من العمر 65 عاماً أو أكثر. وبلغ متوسط حجم الأسرة المعيشية 2.85، أما متوسط حجم العائلات فبلغ 3.42.
بلغ العمر الوسطي للسكان 32.0 عاماً. وكانت نسبة 30.6% من القاطنين تحت سن الثامنة عشر، وكانت نسبة 9.4% بين الثامنة عشر والرابعة والعشرين عاماً، ونسبة 26.8% كانت واقعةً في الفئة العمرية ما بين الخامسة والعشرين والرابعة والأربعين عاماً، ونسبة 21.4% كانت ما بين الخامسة والأربعين والرابعة والستين، ونسبة 11.8% كانت ضمن فئة الخامسة والستين عاماً فما فوق. وتوزع التركيب الجنسي للسكان بنسبة 47.1% ذكور و52.9% إناث.

## أعلام
- سوني سترايت
- جوني هال
- كارل بيردسونغ
- ديف ريان
- جون فيرجيل سينغلتون جونيور

## وصلات خارجية
- http://www.kaufmantx.org/
- The US50 - Cities and Towns in Texas State